# Single numer jeden w roku 1960 (USA)
Notowanie Billboard Hot 100 przedstawia najlepiej sprzedające się single w Stanach Zjednoczonych. Publikowane jest ono przez magazyn Billboard, a dane kompletowane są przez Nielsen SoundScan w oparciu o cotygodniowe wyniki sprzedaży cyfrowej oraz fizycznej singli, a także częstotliwość emitowania piosenek na antenach stacji radiowych.

## Historia notowania
| Data publikacji | Piosenka                                           | Artysta                          |
| 4 stycznia      | "El Paso"                                          | Marty Robbins                    |
| 11 stycznia     | "El Paso"                                          | Marty Robbins                    |
| 18 stycznia     | "Running Bear"                                     | Johnny Preston                   |
| 25 stycznia     | "Running Bear"                                     | Johnny Preston                   |
| 1 lutego        | "Running Bear"                                     | Johnny Preston                   |
| 8 lutego        | "Teen Angel"                                       | Mark Dinning                     |
| 15 lutego       | "Teen Angel"                                       | Mark Dinning                     |
| 22 lutego       | "Theme from A Summer Place"                        | Percy Faith                      |
| 29 lutego       | "Theme from A Summer Place"                        | Percy Faith                      |
| 7 marca         | "Theme from A Summer Place"                        | Percy Faith                      |
| 14 marca        | "Theme from A Summer Place"                        | Percy Faith                      |
| 21 marca        | "Theme from A Summer Place"                        | Percy Faith                      |
| 28 marca        | "Theme from A Summer Place"                        | Percy Faith                      |
| 4 kwietnia      | "Theme from A Summer Place"                        | Percy Faith                      |
| 11 kwietnia     | "Theme from A Summer Place"                        | Percy Faith                      |
| 18 kwietnia     | "Theme from A Summer Place"                        | Percy Faith                      |
| 25 kwietnia     | "Stuck on You"                                     | Elvis Presley                    |
| 2 maja          | "Stuck on You"                                     | Elvis Presley                    |
| 9 maja          | "Stuck on You"                                     | Elvis Presley                    |
| 16 maja         | "Stuck on You"                                     | Elvis Presley                    |
| 23 maja         | "Cathy's Clown"                                    | The Everly Brothers              |
| 30 maja         | "Cathy's Clown"                                    | The Everly Brothers              |
| 6 czerwca       | "Cathy's Clown"                                    | The Everly Brothers              |
| 13 czerwca      | "Cathy's Clown"                                    | The Everly Brothers              |
| 20 czerwca      | "Cathy's Clown"                                    | The Everly Brothers              |
| 27 czerwca      | "Everybody's Somebody's Fool"                      | Connie Francis                   |
| 4 lipca         | "Everybody's Somebody's Fool"                      | Connie Francis                   |
| 11 lipca        | "Alley Oop"                                        | The Hollywood Argyles            |
| 18 lipca        | "I'm Sorry"                                        | Brenda Lee                       |
| 25 lipca        | "I'm Sorry"                                        | Brenda Lee                       |
| 1 sierpnia      | "I'm Sorryk"                                       | Brenda Lee                       |
| 8 sierpnia      | "Itsy Bitsy Teenie Weenie Yellow Polka Dot Bikini" | Brian Hyland                     |
| 15 sierpnia     | "It’s Now or Never"                                | Elvis Presley                    |
| 22 sierpnia     | "It’s Now or Never"                                | Elvis Presley                    |
| 29 sierpnia     | "It’s Now or Never"                                | Elvis Presley                    |
| 5 września      | "It’s Now or Never"                                | Elvis Presley                    |
| 12 września     | "It’s Now or Never"                                | Elvis Presley                    |
| 19 września     | "The Twist"                                        | Chubby Checker                   |
| 26 września     | "My Heart Has a Mind of Its Own"                   | Connie Francis                   |
| 3 października  | "My Heart Has a Mind of Its Own"                   | Connie Francis                   |
| 10 października | "Mr. Custer"                                       | Larry Verne                      |
| 17 października | "Save the Last Dance for Me"                       | The Drifters                     |
| 24 października | "I Want to Be Wanted"                              | Brenda Lee                       |
| 31 października | "Save the Last Dance for Me"                       | The Drifters                     |
| 7 listopada     | "Save the Last Dance for Me"                       | The Drifters                     |
| 14 listopada    | "Georgia on My Mind"                               | Ray Charles                      |
| 21 listopada    | "Stay"                                             | Maurice Williams and the Zodiacs |
| 28 listopada    | "Are You Lonesome Tonight?"                        | Elvis Presley                    |
| 5 grudnia       | "Are You Lonesome Tonight?"                        | Elvis Presley                    |
| 12 grudnia      | "Are You Lonesome Tonight?"                        | Elvis Presley                    |
| 19 grudnia      | "Are You Lonesome Tonight?"                        | Elvis Presley                    |
| 26 grudnia      | "Are You Lonesome Tonight?"                        | Elvis Presley                    |